# Федоренко Дмитро Тимофійович
Дмитро Тимофійович Федоренко (5 вересня 1933, Марганець, Дніпропетровська область — 16 листопада 2009, Кривий Ріг, Дніпропетровська область) — український учений-етнопедагог, дослідник народної та козацької педагогіки, фольклорист, письменник, кандидат педагогічних наук, доцент, відмінник народної освіти України, Почесний громадянин міста Павлограда. 

## Біографія
Дмитро Тимофійович Федоренко народився 5 вересня 1933 року в місті Марганець Дніпропетровської області й був дев'ятнадцятою дитиною в багатодітній родині робітників. 1941 року закінчив перший клас і на початку німецько-радянської війни був евакуйований разом із сім'єю в місто Івдель (Російська Федерація), де продовжував навчання до 1944 року. Після визволення України родина повернулася в Марганець. 
1951 року Дмитро Федоренко закінчив середню школу № 2 м. Марганець і розпочав трудову діяльність.
1952—1953 роки — на службі у лавах Радянської армії.
1954—1977 роках мешкав у Павлограді, де працював вихователем дитячого будинку № 1 (1954—1955), керівником гуртків, завідувачем дитячого клубу (1955—1959), учителем початкової школи СШ № 9 (1959—1960), учителем української мови та літератури СШ № 3 (1960—1965), директором вечірньої середньої школи робітничої молоді № 3 (1965—1970), учителем української мови та літератури СШ № 17 (1971—1977).
1955—1961 роки — заочне навчання на філологічному факультеті Харківського державного університету імені О. М. Горького (спеціальність — філолог, учитель української мови та літератури).
1977 року захистив дисертацію «Проблеми теорії та практики інтернаціонального виховання учнів загальноосвітньої школи Народної Республіки Болгарії» на здобуття наукового ступеня кандидата педагогічних наук у Науково-дослідному інституті педагогіки УРСР. того ж, 1977 року переїхав у м. Кривий Ріг, де розпочав викладацьку й наукову діяльність у Криворізькому державному педагогічному інституті. 
1977—1978 роки — старший викладач кафедри російської та української мов.
1978—2001 роки — доцент кафедри педагогіки та методики початкового навчання.
1983 рік — присвоєно наукове звання доцента по кафедрі  педагогіки та методики початкового навчання.
1984 рік — нагороджено Почесною грамотою Міністерства освіти Української РСР.
1990 рік — нагороджено Нагрудним знаком «Відмінник народної освіти УРСР»,  медаллю «Ветеран праці».
1993—2001 роки — завідувач науково-дослідної лабораторії з проблем педагогіки національної школи в Криворізькому державному педагогічному інституті/університеті.
1999 року —— нагороджено медаллю «Захиснику Вітчизни».
15 липня 1999 року за громадську активність, вагомий особистий внесок у відтворення історії міста, зокрема за книгу «Нескорений Павлоград» (1965) про антифашистський рух у місті в часи Другої світової війни присвоєно звання «Почесний громадянин Павлограда». Дмитро Федоренко зібрав і упорядкував чисельний документальний і архівний матеріал про загинувших і ще живих на той час учасників повстання та свідків славетних подій. Це був краєзнавчий прорив до історії Павлограда. Книги принесли місту міжнародну славу
Дмитро Федоренко визнаний кращим освітянином 1999 року й лауреатом премії «Малиновий дзвін душі» за книгу «Мудрість козацької доби» і низку підручників з української педагогіки. Також визнаний кращим освітянином 2000 року за цикл публікацій з проблем розбудови вищої школи та патріотичного виховання молоді й лауреатом премії «Залиш мені в спадщину думку найвищу».
1999 року Кембриджський університет Лондона заніс ім'я педагога до 26 тому визначних учених світу. Д. Федоренка представлено до іменної срібної медалі Кембриджа. Книги «Таємниці ненароджених геніїв» та  «Первоцвіт дивослова» у колекції праць українських учених зберігаються в Конгресовій бібліотеці у Вашингтоні
Після перенесеної тяжкої хвороби, Дмитро Федоренко 2001 року виявився прикутим до ліжка. І у такому стані  вчений продовжував створювати рукописи нових етнопедагогічних і фольклорних праць. 16 листопада 2009 року Дмитро Тимофійович Федоренко пішов із життя. Похований у м. Кривий Ріг. 

## Публікації
Автор і співавтор понад 400 наукових, науково-методичних і публіцистичних праць, зокрема навчальних посібників, науково-популярних і художніх книг; публікацій у періодичних виданнях, майже 1200 газетних статей. Особливої уваги набули фольклорно-етнологічні й етно-педагогічні дослідження, праці з педагогіки людинознавства, козацької педагогіки
- Федоренко Д. Т. Виховні притчі діда Дмитра / упоряд. О. Федоренко. — Кривий Ріг : Видавець Роман Козлов, 2014. — 76 с.
- Федоренко Д. Дитинство античної України : популярний посібник з українознавства (етнологічні. фольклорні та етнопедагогічні проблеми). —  К., 1998.
- Федоренко Д. Т., Федоренко О. Б. Врятуймо духовність українців : навч. посібник. — Кривий Ріг: Видавничий дім, 2007. — 76 с.
- Федоренко Д. Т. Кошовий лицарів чубатих. Іван Дмитрович Сірко в українській етнопедагогіці, фольклорі та етнології: нетрадиційний навч.-виховн. посібник. — Кривий Ріг : Видавничий дім, 2000. — 138 с.
- Федоренко Д., Гузенко Ю. Листи з античної України: сенсаційні свідчення, наукові гіпотези, історичні доведення про першоукраїнську писемність: посібник для пед. навч. закладів. — К., 1997.
- Федоренко Д. Мудрість козацької доби : розробка нетрадиційних уроків і навчально-виховних заходів на засадах української етнопедагогіки : посібник для студ. пед. навч. закладів і учителів та учнів нац. шк. України. — Кривий Ріг: Видавничий дім, 1999. — 143 с.
- Нескорені павлоградці: історичне і народно-педагогічне безсмертя подвигу учасників збройного повстання в місті у лютому 1943 року. —  Дніпропетровськ: Пороги, 2003. — 495 с. — ISBN 966-525-422-7
- Федоренко Д. Т. Первоцвіт дивослова. Малі розповідні жанри дитячого фольклору в етнопедагогіці України : навч. посібник. — К., 1997. — 128 с.
- Федоренко Д. Т. Таємниці ненароджених геніїв: народно-педагогічні уявлення про спадковість і виховання. — Кривий Ріг : Саксагань, 1997. — 94 с.
- Федоренко Д. Т. Цвірінькало. — Кривий Ріг : Видавець Роман Козлов, 2016. — 75 с.
- Любар О. О., Федоренко Д. Т. Історія педагогічної думки і освіти в Україні : навч. посібник. Ч. 1 : Дохристиянський період. – К., 1993. – 109 с.
- Любар О. О., Федоренко Д. Т. Історія педагогічної думки і освіти в Україні : навч. посібник. Ч. 2 : Княжа доба. – К., 1994. – 128 с.
- Любар О. О., Федоренко Д. Т. Історія педагогічної думки і освіти в Україні: навч. посіб. для пед. навч. закладів. Ч. 3 : У неволі. – К., 1996. – 103 с.
- Любар О. О., Федоренко Д. Т. Історія педагогічної думки і освіти в Україні : навч. посібник. Ч. 4 : Козацька республіка. – К., 1999. – 175 с.
- Любар О. О., Федоренко Д. Т. Історія педагогічної думки і освіти в Україні : навч. посібник. Ч. 5 : В борні. – К., 1999. – 222 с.
- Любар О. О., Стельмахович М. Г., Федоренко Д. Т. Історія української педагогіки : навч. посіб. для пед. навч. закладів / за ред. М. Стельмаховича. —  К. : ІЗМН МО України, 1999. — 357 с.
- Любар О. О., Стельмахович М. Г., Федоренко Д. Т. Історія української школи і педагогіки : навч. посібник. — К. : Знання, 2003. — 450 с.